# 塔利埃辛之书
塔利埃辛之书是一份威尔士语手稿，成书于14世纪上半叶，收录了约60首威尔士语诗歌，现收藏于威尔士国家图书馆。